# Безансонский международный конкурс молодых дирижёров
Безансонский международный конкурс молодых дирижёров (фр. Concours international de jeunes chefs d'orchestre de Besançon) — конкурс дирижёров, проходящий с 1951 г. в Безансоне в рамках Безансонского музыкального фестиваля. До 1992 г. проходил ежегодно, затем раз в два года. Первый состав жюри возглавлял Флоран Шмитт, во главе дальнейших составов стояли, в частности, Анри Бюссе, Эжен Биго, Тони Обен, Пьер Дерво, Серж Бодо, Владимир Федосеев и др. В 1954—1973 гг. итоги конкурса подводились раздельно по двум номинациям: среди обладателей дирижёрского диплома и среди «непрофессионалов», то есть музыкантов без законченного дирижёрского образования; тем не менее, именно среди лауреатов-"непрофессионалов" оказались такие заметные в дальнейшем фигуры дирижёрского цеха, как Мишель Плассон и Герд Альбрехт.

## Лауреаты конкурса
| Год  | Первая премия                                                                   | Первая премия среди непрофессионалов |
| ---- | ------------------------------------------------------------------------------- | ------------------------------------ |
| 1951 | Райнхард Петерс (Германия)                                                      |                                      |
| 1952 | Жан Периссон (Франция)                                                          |                                      |
| 1953 | Петер Траунфельнер (Австрия) (почётное упоминание — Бетси Жолас)                |                                      |
| 1954 | Пьер Шайе (Франция)                                                             | Игор Гядров (Югославия)              |
| 1955 | Ежи Катлевич (Польша)                                                           | Луи Бертолон (Франция)               |
| 1956 | Зденек Кошлер (Чехословакия) (почётное упоминание — Серджиу Комиссиона)         | Жерар Дево (Франция)                 |
| 1957 | Жан Лапьер (Франция)                                                            | Герд Альбрехт (Германия)             |
| 1958 | Мартин Турновский (Чехословакия)                                                | Робер Мартиньони (Франция)           |
| 1959 | Сэйдзи Одзава (Япония)                                                          | Филипп Спёрджон (США)                |
| 1960 | Поуль Йоргенсен (Дания)                                                         | Мишель Фюсте-Ламбеза (Франция)       |
| 1961 | Пьер Этю (Канада)                                                               | Жак Утман (Франция)                  |
| 1962 | Владимир Кожухаров (Болгария)                                                   | Мишель Плассон (Франция)             |
| 1963 | Алоис Шпрингер (Германия)                                                       | Эндрю Скенк (США)                    |
| 1964 | Эмил Симон (Румыния)                                                            | Ладислас Рыбах (Швейцария)           |
| 1965 | Зденек Мацал (Чехословакия)                                                     | не присуждена                        |
| 1966 | не присуждена                                                                   | Катрин Коме (Франция)                |
| 1967 | Ювал Залюк (Израиль)                                                            | Луис Гарсиа Наварро (Испания)        |
| 1968 | не присуждена (почётное упоминание — Хесус Лопес Кобос)                         | Ален Парис (Франция)                 |
| 1969 | не присуждена                                                                   | Ги Кондет (Франция)                  |
| 1970 | Стефан Кардон (Франция) (почётное упоминание — Габриэль Хмура)                  | Карл Каспар-Триколидис (Австрия)     |
| 1971 | не присуждена (почётное упоминание — Юбер Судан, Алехандро Каан, Петр Вронский) | Ален Сабуре (Франция)                |
| 1972 | Жак Мерсье (Франция)                                                            | Этьенн Бардон (Франция)              |
| 1973 | не присуждена                                                                   | не присуждена                        |
| 1974 | Лекс Вело (Нидерланды)                                                          |                                      |
| 1975 | Марк Сустро (Франция)                                                           |                                      |
| 1976 | Патрик Жюзо (Франция) (почётное упоминание — Петр Альтрихтер)                   |                                      |
| 1977 | Али Рахбари (Иран) и Томаш Коутник (Чехословакия)                               |                                      |
| 1978 | Йоэль Леви (Израиль)                                                            |                                      |
| 1979 | Дорон Саломон (Израиль)                                                         |                                      |
| 1980 | Джонатан Сирс (Великобритания)                                                  |                                      |
| 1981 | Филипп Камбрелен (Франция)                                                      |                                      |
| 1982 | Осмо Вянскя (Финляндия) и Ёко Мацуо (Япония)                                    |                                      |
| 1983 | Михаэль Цильм (Германия)                                                        |                                      |
| 1984 | Вольфганг Дорнер (Австрия)                                                      |                                      |
| 1985 | Е Юнши (Йип Вингси) (Гонконг)                                                   |                                      |
| 1986 | Жиль Оже (Канада)                                                               |                                      |
| 1987 | Николас Паскет (Уругвай) (почётное упоминание — Лань Шуй)                       |                                      |
| 1988 | Люй Шаоцзя (Тайвань)                                                            |                                      |
| 1989 | Кристофер Гейфорд (Великобритания) и Ютака Садо (Япония)                        |                                      |
| 1990 | Рюсукэ Нумадзири (Япония)                                                       |                                      |
| 1991 | Джордж Пехливанян (США)                                                         |                                      |
| 1992 | Томмазо Плачиди (Италия)                                                        |                                      |
| 1993 | Сильвия Массарелли (Италия) и Дайсуке Сога (Япония)                             |                                      |
| 1995 | Тэцуро Бан (Япония)                                                             |                                      |
| 1997 | Марко Паризотто (Канада)                                                        |                                      |
| 1999 | Альваро Альбиач Фернандес (Испания)                                             |                                      |
| 2001 | Тацуя Симоно (Япония)                                                           |                                      |
| 2003 | не присуждена                                                                   |                                      |
| 2005 | Лионель Бренгье (Франция)                                                       |                                      |
| 2007 | Даррел Анг (Сингапур)                                                           |                                      |
| 2009 | Кадзуки Ямада (Япония)                                                          |                                      |
| 2011 | Юки Какиути (Япония)                                                            |                                      |
| 2013 | Яою У (Тайвань)                                                                 |                                      |
| 2015 | Джонатон Хейуорд (США)                                                          |                                      |
| 2017 | Бен Глассберг (Великобритания)                                                  |                                      |
| 2019 | Нодока Окисава (Япония)                                                         |                                      |